# Beagle Peak
Der Beagle Peak ist ein etwa 700 m hoher Berg auf der westantarktischen Alexander-I.-Insel. Er ragt im Zentrum der Lassus Mountains auf.
Das Advisory Committee on Antarctic Names benannte ihn 1980 nach Lieutenant Commander Clyde Alander Beagle Jr. (1935–2005) von der United States Navy, Kommandant einer LC-130 der Flugstaffel VXE-6 bei der Operation Deep Freeze der Jahre 1969 und 1970.